# يان-هنريك فريدريكسن
يان-هنريك فريدريكسن هو سياسي نرويجي، ولد في 2 أكتوبر 1956 في كراغرو في النرويج، وتوفي في 8 مارس 2020. نشط حزبياً في حزب التقدم. في الانتخابات البرلمانية النرويجية 2013، انتخب عضو برلمان النرويج ‏ عن دائرة Finnmark electoral division ‏ وقد انضم خلال فترته النيابية ‏ (1 أكتوبر 2013 – 30 سبتمبر 2017) للكتلة البرلمانية حزب التقدم وفي الانتخابات البرلمانية النرويجية 2009 ‏، انتخب عضو برلمان النرويج ‏ عن دائرة Finnmark electoral division ‏ وقد انضم خلال فترته النيابية ‏ (1 أكتوبر 2009 – 30 سبتمبر 2013) للكتلة البرلمانية حزب التقدم وفي الانتخابات البرلمانية النرويجية 2005 ‏، انتخب عضو برلمان النرويج ‏ عن دائرة Finnmark electoral division ‏ وقد انضم خلال فترته النيابية ‏ (1 أكتوبر 2005 – 30 سبتمبر 2009) للكتلة البرلمانية حزب التقدم.